# Onitis bayanga
Onitis bayanga là một loài bọ cánh cứng trong họ Bọ hung (Scarabaeidae).